# Pośredni Soliskowy Karb
Pośredni Soliskowy Karb (słow. Prostredný soliskový zárez, węg. Középső-Szoliszkó-rés, niem. Mittlere Salzberg Kerbe, 2376 m) – przełęcz w Grani Soliska w słowackich Tatrach Wysokich. Oddziela Skrajną Soliskową Kopę od Pośredniej Soliskowej Kopy. 
Z przełęczy opada do Doliny Furkotnej piarżysty żleb. Jego ujście znajduje się ponad Wyżnim Wielkim Furkotnym Stawem. Żlebem prowadzi łatwa (0+) droga wspinaczkowa, po raz pierwszy pokonana przez Jana Alfreda Szczepańskiego 14 lipca 1933.
W grani pomiędzy Pośrednim Soliskowym Karbem a Skrajną Soliskową Kopą znajduje się mało wybitna kulminacja, której autorzy atlasu satelitarnego Tatry i Podtatrze nadali nazwę Mała Soliskowa Kopa.

## Historia
Pierwsze wejścia:
- Günter Oskar Dyhrenfurth i Hermann Rumpelt, 10 czerwca 1906 – letnie,
- Adam Karpiński i Stefan Osiecki, 12 kwietnia 1925 – zimowe[3].